# Dolphin Rugby Football Club
 Dolphin RFC  est un club de rugby irlandais basé dans la ville de Cork, en Irlande qui évolue dans le championnat irlandais de première division. Le club est affilié à la fédération du Munster et ses joueurs peuvent être sélectionnés pour l’équipe représentative de la région, le Munster Rugby.

## Histoire
Le club est fondé en 1902 comme section d'un club de natation, ce qui explique le nom de Dolphin, afin de garder les nageurs en forme pendant l'hiver. Il est accepté comme senior club, c'est-à-dire autorisé à jouer les principales compétitions, en 1913. Dolphin devient ensuite l'un des grands clubs du Munster, avec notamment huit titres de champion régional. Placé en deuxième division lors du lancement du championnat d'Irlande en 1991, le club doit attendre 1997 pour monter en première division. Redescendu immédiatement, Dolphin remonte après le titre de deuxième division en 2003.

## Palmarès
- Championnat d'Irlande deuxième division : 2003
- Munster Senior League (8) : 1924, 1926, 1929, 1949, 1955, 1956, 1973, 1991
  - Finaliste : 1947, 1952, 1961, 1976, 1979,
- Munster Senior Cup (6) : 1921, 1931, 1944, 1945, 1948, 1956
  - Finaliste  : 1927, 1940, 1941, 1949, 1951, 1973, 1976, 2006
- Munster Junior Cup (4) : 1913, 1923, 1926, 1944

## Joueurs célèbres
Ont porté les couleurs de l'équipe d'Irlande :  
- Fergus Ahern
- Jack Clarke
- Michael Kiernan (43 capes, record du club)
- Shaun Payne
- Tomas O'Leary